# کوریولیس ۱۶۵۶۴
سیارک ۱۶۵۶۴ (به انگلیسی: 16564 Coriolis، نامگذاری:1992BK2) شانزده هزار و پانصد و شصت و چهارمین سیارک کشف شده‌است که در ۳۰ ژانویه ۱۹۹۲ کشف شد.
قدر مطلق سیارک برابر ۳۵.۴ است.